# Weingarten (Baden)
Weingarten (Baden) – gmina w Niemczech, w kraju związkowym Badenia-Wirtembergia, w rejencji Karlsruhe, w regionie Mittlerer Oberrhein, w powiecie Karlsruhe. Leży ok. 10 km na północny wschód od Karlsruhe, przy autostradzie A5, drodze krajowej B3 i linii kolejowej Mannheim – Karlsruhe.

## Zobacz też

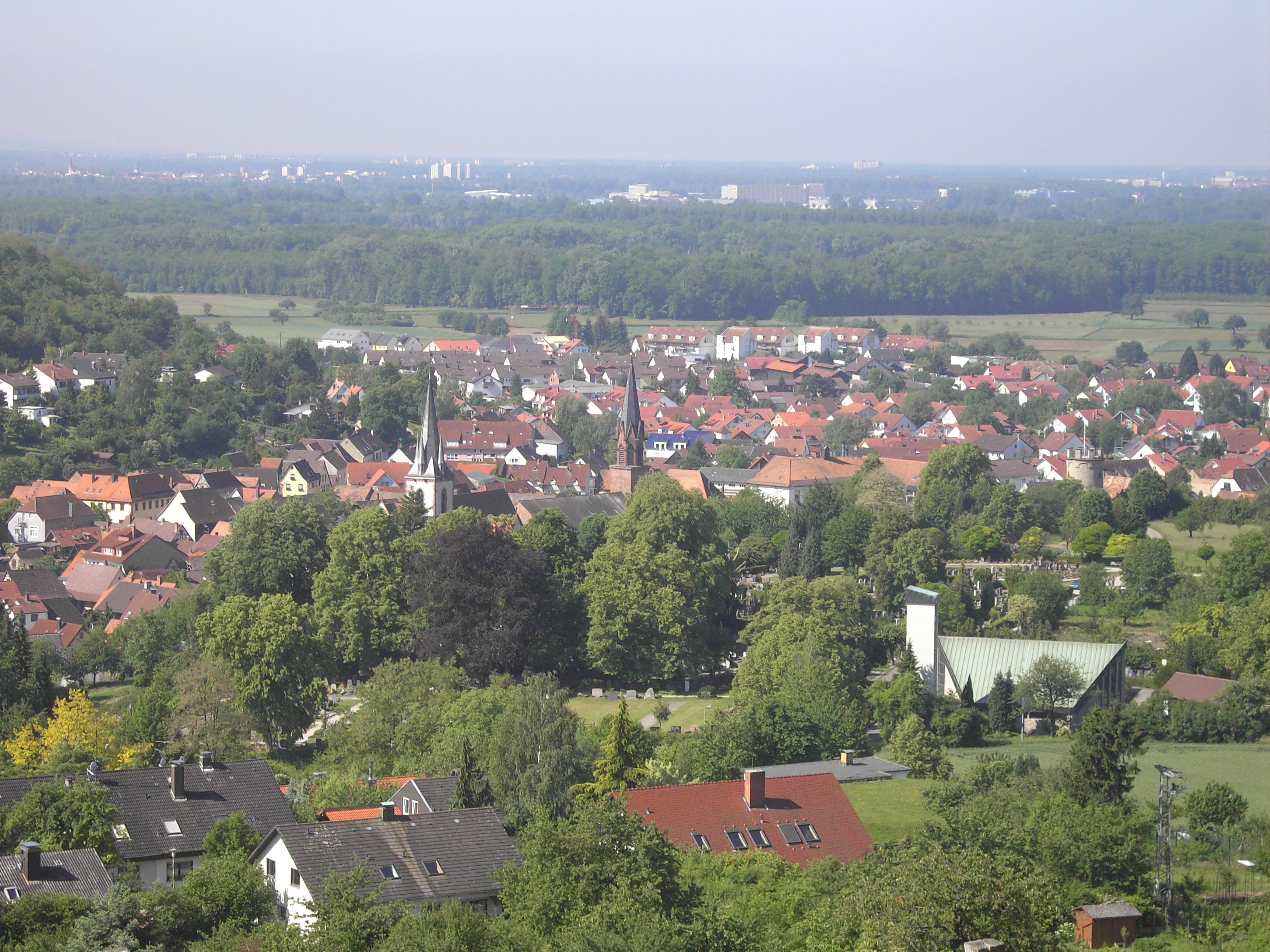
Weingarten